# FC Bern
FC Bern is een Zwitserse voetbalclub uit de hoofdstad Bern en werd op 10 juli 1894 gesticht. De club speelde onafgebroken in 1e klasse van 1899 tot 1938 en kon daarna nog enkele keren terugkeren. In 1984 werd het laatste seizoen in de tweede klasse gespeeld.

## Mannen

### Beginjaren
FC Bern begon in de regionale competitie en na een titel in 1899 promoveerde de club naar de hoogste klasse en speelde daar in de groep West tegen FC Neuchâtel en won twee keer. In de finale tegen de winnaar van de andere groep, Grasshoppers Zürich verloor de club met 2-0. Het volgende seizoen kwamen er twee extra teams in de competitie: FC La Chaux-de-Fonds en Servette Genève, maar Bern zwaaide nog steeds de scepter en werd groepswinnaar. In de finale verloor de club opnieuw met 2-0, maar doordat de Grasshoppers een niet-speelgerechtigde speler opgesteld hadden moest de finale herspeeld worden, maar ook dit keer verloor de club met 2-0. Na groepswinst in 1902 nam de club deel aan de eindronde met FC Zürich en stadsrivaal BSC Young Boys en speelde gelijk tegen BSC, maar kreeg een pak slaag van Zürich (7-1) en greep zo voor het derde jaar op rij net naast de titel.
In 1902/03 werd de club slechts vierde. Op een tweede plaats in 1906 na moest de club de rol lossen aan de top. In 1915/16 streed Bern weer mee vooraan en werd met 1 punt achterstand op Old Boys Basel vicekampioen. Hierna herviel de club weer in het oude patroon. In 1921 won de club wel de Och Cup, een voorloper van de Schweizer Cup, in de finale tegen La Chaux-de-Fonds en Zürich.

### Gemiste titel
In 1922/23 werd FCB met twee punten achterstand op de Young Boys vicekampioen achter. Net voor de start van de eindronde om de landstitel werd de wedstrijd FC Biel-Bienne-FC Bern (3-0) veranderd in 0-3 omdat Biel-Bienne een niet-speelgerechtigde speler had opgesteld. Bern en de Young Boys moesten een play-off spelen maar de Young Boys trokken zich terug waardoor Bern naar de eindronde ging. Bern won van de Young Fellows en speelde gelijk tegen Servette waardoor het eigenlijk kampioen werd. Hierna werd de wedstrijd Basel-Bern (0-4) veranderd in 3-0 om dezelfde reden als in de andere wedstrijd waardoor de eerste eindstand in feite toch de juiste was. Hierdoor hadden de Young Boys opnieuw recht op de eindronde, maar er was geen tijd meer waardoor er dat jaar geen landstitel uitgereikt werd.

### Langzame ondergang
Twee jaar later kreeg de club een herkansing in de eindstrijd en won met 4-2 tegen de Young Fellows maar verloor dan van Servette en zag de titel andermaal aan zijn neus voorbijgaan. Troostprijs dat jaar was een nieuwe overwinning in de Och Cup tegen Concordia Basel. De volgende jaren verzeilde de club in de middenmoot en in 1932 degradeerde de club. Het volgende seizoen werd de club kampioen in de tweede klasse en mocht zo wel deelnemen aan de eindronde om de landstitel met de drie beste teams uit de eerste klasse, maar kon geen potten breken. Bij de terugkeer werd voor het eerst een competitie uit één reeks gespeeld en Bern werd vierde op zestien clubs. Twee jaar later herhaalde het die plaats en nog eens twee jaar later degradeerde het.
De volgende jaren bracht de club in de tweede klasse door. In 1942 speelde Bern de eindronde om promotie, maar verloor van FC Basel. In 1945 slaagde de club er na een tweede plaats na FC Locarno wel in om terug te keren naar de elite en speelde de volgende drie seizoenen in de Nationalliga A. Bern kwam voor 1949/50 terug en opnieuw van 1951 tot 1954. Hierna slaagde de club er nooit meer in om terug te keren naar het hoogste niveau.

### Verval naar de lagere klassen
De volgende seizoenen in de Nationalliga B waren een ware hel en de club moest zelfs de eindronde spelen om niet naar de derde klasse te zakken. In 1965 degradeerde de club voor het eerst in zijn bestaan naar de derde klasse. Na twee seizoenen keerde de club terug maar degradeerde meteen terug. Het duurde tot 1978 vooraleer de club kon terugkeren naar de tweede klasse. Na enkele jaren viel in 1983 voorgoed het doek voor de club in de twee hoogste reeksen.
De club gleed zelfs nog verder weg met als absolute dieptepunt in 1998 de degradatie naar de 3. Liga, de zesde klasse.

### Speelklassen
- 1898/99 - 2e klasse
- 1899 - 1932 - 1e klasse
- 1932 - 1933 - 2e klasse
- 1933 - 1938 - 1e klasse
- 1938 - 1945 - 2e klasse
- 1945 - 1948 - 1e klasse
- 1948 - 1949 - 2e klasse
- 1949 - 1950 - 1e klasse
- 1950 - 1951 - 2e klasse
- 1951 - 1954 - 1e klasse
- 1954 - 1965 - 2e klasse
- 1965 - 1967 - 3e klasse
- 1967 - 1968 - 2e klasse
- 1978 - 1983 - 2e klasse

### In Europa
#Q = #voorronde 
| Seizoen | Competitie | Ronde | Land                        | Club      | Score    |
| ------- | ---------- | ----- | --------------------------- | --------- | -------- |
| 1936    | Mitropacup | Q     | Vlag van Italië (1861-1946) | AC Torino | 1-4, 1-7 |

## Vrouwen
De vrouwenvoetbalafdeling van FC Bern werd op in 1970 opgericht. Al snel werd FC Bern samen met SV Seebach Zürich (nu FFC Zürich-Seebach) een van de dominante clubs in Zwitserland. De landstitel werd 10x veroverd en zij zijn met 15 bekeroverwinningen recordhouder in Zwitserland. Op 15 juni 2005 werd de vrouwenafdeling geheel onafhankelijk en veranderde van naam naar FCC Bern.

### Erelijst
- Landskampioen

1978, 1979, 1984, 1986, 1992, 1995, 1996, 1997, 2000, 2001
- Beker

1987, 1980, 1982, 1983, 1984, 1985, 1991, 1994, 1995, 1996, 1997, 1998, 1999, 2000, 2001

### In Europa
| Seizoen | Competitie       | Ronde | Land              | Club               | Uitslagen |
| ------- | ---------------- | ----- | ----------------- | ------------------ | --------- |
| 2001/02 | UEFA Women's Cup | 1e    | Vlag van Engeland | Arsenal LFC        | 0-4       |
|         | toernooi in Bern | 1e    | Vlag van Polen    | KS AZS Wroclaw     | 3-1       |
|         |                  | 1e    | Vlag van Israël   | Hapoel Tel Aviv FC | 7-0       |